# II. János, Blois grófja
II. János (franciául: John II. de Blois-Châtillon) francia nemesúr, Blois grófja és Avesnes ura 1372 és 1381 között.

## Élete
II. Lajos, Blois grófja és Avesnes-i Jane második fiaként született. 1372-től bátyja, III. Lajos halála után ő vitte tovább a Blois grófja címet. 
1381-ben hunyt el Valenciennesben. Mivel bátyjához hasonlóan gyermektelen volt öccse, II. Guidó lett a következő blois-i gróf.

### Házassága
1372 februárjában vette feleségül Guelders-i Matildot, II. Raginál herceg lányát.